# Guarda Toma!
Guarda Toma! је први албум београдског музичког састава Канда, Коџа и Небојша, издат 1996. године у издавачкој кући Metropolis records. Назив албума је омаж Томи Бебићу, хрватском песнику и кантаутору.
Прво издање албума догодило се 1996. године, и то само на касети, док се друго издање (2002) појавило и на CD-у, a укључило је и први албум групе Велики презир.
На албуму се налазе две песме снимљене у студију − Природа и Пут за туну, док су остале снимљене на концертима у Дому омладине, КСТ-у и Битефу, у Београду, током 1995. и 1996. године.
Као гост, на албуму је учествовао Дејан Вучетић Вуча, певач групе Darkwood Dub.

## Списак песама
1. Природа
2. Тома Бебић
3. Солита канџа
4. Скела хеј хај!
5. Сиса
6. Гузотони
7. Дани турског филма
8. ...У којој Станко и Небојша
9. Стакло
10. Високоградња
11. Права
12. Пут за туну